# Cena namiętności
Cena namiętności – turecki serial z 2017/2018 roku. Emitowany w Turcji przez Kanal D.
Polska premiera serialu odbyła się 28 grudnia 2020 na Novelas+.

## Fabuła
Ferhat to płatny zabójca pracujący dla swojego wuja-kryminalisty. Aslı jest pełną ideałów, młodą lekarką. Pewnego dnia, ich drogi krzyżują się w najbardziej nieoczekiwany sposób. Aslı jest zmuszona operować mężczyznę, do którego strzelał Ferhat oraz poślubić mordercę, żeby ratować swoje życie. W skorumpowanym, trudnym świecie pełnym pragnienia władzy ta dwójka ludzi z dwóch różnych światów zbliża do siebie. 

## Obsada[1]
- İbrahim Çelikkol
- Birce Akalay
- Muhammet Uzuner
- Arzu Gamze Kılınç
- Ece Dizdar
- Deniz Celiloğlu
- Cahit Gök
- Uğur Aslan
- Sinem Ünsal
- Özlem Zeynep Dinsel
- Timur Ölkebaş
- Fatih Topçuoğlu
- Ceylan Odman
- Nihan Aşıcı
- Burcu Cavrar
- Kadriye Kenter

## Emisja w Polsce
Serial emitowany jest w Polsce na tematycznym kanale Novelas+, premierowo o godzinie 15.50.
Lektorem serialu jest Marek Ciunel. Opracowaniem wersji polskiej zajęło się Canal+.